# TCz-6 Wyborgskoje (stacja metra)
Zajezdnia TCz-6 (ros. Электродепо ТЧ-6), zwana też zajezdnią Wyborgskoje (ros. Электродепо Вы́боргское) – jedna z zajezdni, znajdującego się w Petersburgu systemu metra. Stanowi zaplecze dla linii Frunzeńsko-Nadmorskiej.

## Charakterystyka
Zajezdnia TCz-6 swoją działalność oficjalnie rozpoczęła 1 lutego 2000 roku. Wyborgskoje znajduje się na trasie linii Moskiewsko-Piotrogrodzką, nieopodal stacji Parnas. Mimo swego położenia nie obsługuje ona jednak linii numer dwa, lecz stanowi zaplecze technologiczne dla linii Frunzeńsko-Nadmorskiej. Jej budowa rozpoczęła się jeszcze w 1984 roku, ale postępowała ona niezwykle wolno, głównie z powodu braku środków finansowych. Od momentu swego uruchomienia w 2000 roku do 2009 roku służyła ona linii Prawobrzeżnej. W roku tym te obowiązki przekazane zostały TCz-5 Niewskoje, a Wyborgskoje skupiła się na obsłudze jedynie linii numer pięć. Od roku 2004 do 2005 TCz-6 przechodziła gruntowną przebudowę, zainstalowane zostały nowe elementy obsługi technicznej, unowocześniono tabor, wymieniono przestarzały sprzęt oraz przygotowano nowe tory i hale naprawcze. Dalsza rozbudowa nastąpiła w 2005 roku. W przyszłości, wraz z budową nowych zajezdni w petersburskim systemie metra, przewiduje się, że Wyborgskoje będzie służyć linii Moskiewsko-Piotrogrodzkiej. Przeprowadzane są tutaj niezbędne prace naprawcze taboru, znajdują się stacja postojowe dla pojazdów, a także magazyny i pomieszczenia biurowe.